# 그라우뷘덴주
그라우뷘덴주(독일어: Graubünden, 이탈리아어: Grigioni 그리조니[*], 로만슈어: Grischun 그리준, 프랑스어: Grisons 그리종[*])는 스위스 동남부에 있는 주(칸톤)이다.

## 개요
스위스 동남부 끝에 위치하며, 이탈리아·오스트리아·리히텐슈타인과 접한다. 알프스산맥의 험준한 지역으로 이루어져 있으며, 인강과 라인강 상류의 분지가 곳곳에 발달되어 있다. 본래 쿠어의 주교가 통치하던 곳인데, 주교의 세력 확대를 저지하기 위해 동맹이 형성되었다. 이 지역 주민들은 회색 옷을 주로 입었는데, 이 동맹은 회색 동맹이라는 뜻의 그라우뷘덴으로 불렸고, 이것이 그대로 주의 명칭으로 이어졌다. 쿠어 주교의 통치권은 1526년 말소되었다. 1803년 정식으로 스위스 연방에 가입했다. 1892년 주 헌법이 제정되었다.
알프스산맥의 중심지로 유명한 관광지가 많다. 매년 세계경제포럼이 열리는 다보스, 두 차례 동계 올림픽이 열린 장크트모리츠(생모리츠)도 이 주에 있다. 산맥 사이의 낮은 곳에서는 농업도 이루어진다. 이 주는 독일어·이탈리아어·로만슈어가 모두 공용어로 되어 있다. 주민의 다수가 독일어를 사용하나, 남부 지방을 중심으로 약 10% 정도는 이탈리아어를 사용한다. 또한 스위스 4대 공용어 중 하나인 로만슈어가 서부와 동부의 일부 지역에서 쓰이고 있다. 스위스 26개 주 중 면적이 가장 넓으나 인구는 적은 편이어서 인구밀도가 가장 낮다.

## 지리

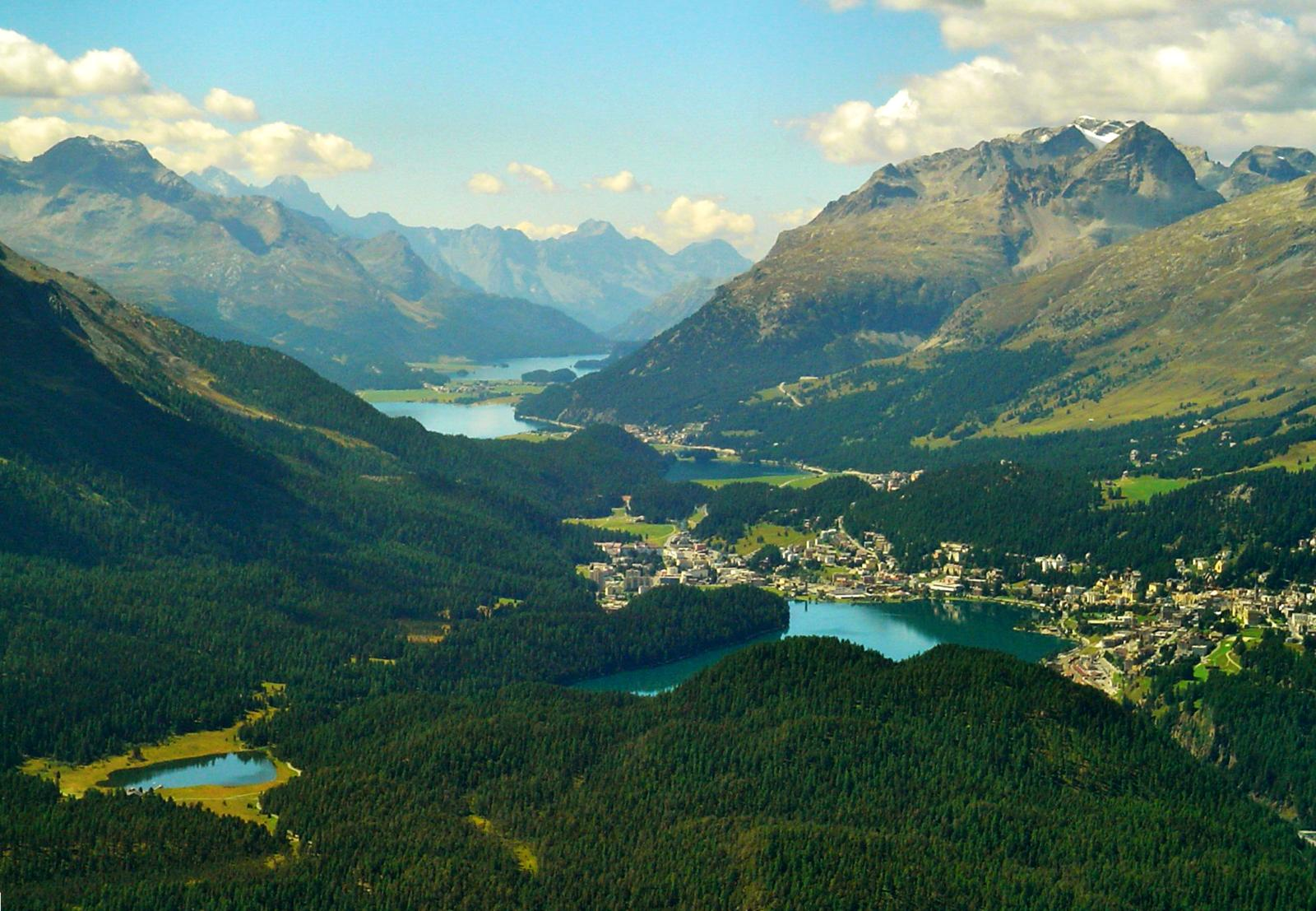
알프스의 가장 높은 계곡 중 하나인 엥가딘 계곡(생모리츠와 호수가 주변에 있다)과 흑해의 유일한 스위스 유역이다

그리종주는 스위스에서 가장 큰 주이다. 가장 동쪽에 있는 주이기도 하다. 본질적으로 알프스로 표시되는 그 지리는 복잡하고 다양한 기후와 생태계를 포함한다. 티치노주와 발레주와 함께 알프스 남쪽 지역을 포괄하는 3개의 큰 남부 알프스주 중 하나이다. 그러나 다른 모든 주와 달리 마이엔펠트의 북쪽 평원에서 로베레도의 남쪽 평원까지 알프스산맥의 양쪽으로 완전히 뻗어 있다. 그러나 주의 대부분은 알프스의 북쪽도 남쪽도 명확하지 않은 엥가딘이다. (“여관의 정원”), 동유럽을 향한 큰 내부 알파인 계곡. 따라서 한 주는 국가의 5개 배수 유역 중 4개를 포함한다. 주의 북쪽은 라인강(북해에서 끝남), 남쪽은 포강과 아디제강으로 여러 부류(지중해), 엥가딘강은 인강(흑해)을 통해 다뉴브강으로 흘러나간다.
그리종주는 해발 고도가 260~4,049m인 알프스 내에 완전히 자리 잡고 있다. 가장 높고 가장 낮은 주 중 하나이며, 평균 고도를 고려할 때 두 번째로 높다. 그 결과, 그 지형은 극도로 험준하고 그 나라(그리고 유럽)에서 가장 높은 정착지 중 많은 곳이 그곳, 특히 상부 엥가딘에서 발견된다. 산은 수없이 많으며, 주로 1,000개가 넘는 봉우리가 주에서 발견될 수 있다. 가장 높은 곳은 피츠 베르니나이며, 그 뒤에 베르니나산맥에 있는 수많은 봉우리가 있다. 다른 유명한 산으로는 피츠 루세인, 피츠 케쉬, 칼란다, 아로저 로트호른, 라인발트호른이다. 더 자세한 목록은 그라우뷘덴주 산 목록에서 확인. 주에는 베르니나 외에 알프스의 수많은 하위 산맥들이 포함된다. 이들은 알불라, 브레갈리아 산맥, 글라루스, 고트하르트, 레폰티나, 리비뇨, 플레수어, 오버할브슈타인, 오르틀러, 레티콘, 잠나운, 세스벤나 및 실브레타 산맥이다.

포더라인강 (라인 협곡)은 주에서 가장 큰 강 중 하나이다

알프스 북쪽의 지역은 모두 라인강에 의해 배수되며, 복잡한 계곡 네트워크를 형성한다. 라인강은 주 내에서 가장 긴 강 중 하나이자 바다로 직접 흐르는 유일한 강이다. 라인강의 수원은 서부에서 발견되며, 포더라인강과 힌터라인강을 형성한다. 이 두 강은 라이헤나우에서 수렴하여 용어의 엄격한 의미에서 라인강을 형성한다. 수렴 직후 계곡이 열리고 바닥이 도마트/엠스에서 장크트갈렌주의 경계 플레쉬에 이르는 주에서 가장 평평한 평야를 구성한다. 칼란다 기슭의 쿠어 주변 지역, 라인강은 동쪽에서 북쪽으로 점차 방향을 바꾼다. 포더라인강과 힌터라인강은 수렴하기 전에 수많은 지류를 포함한다. 전자는 길고 곧은 계곡인 수르셀바를 구성하며, 라인 협곡에 의해 저지대의 평야에서 차단된다. 그것의 가장 큰 지류는 각각 발룸네치아, 발스 계곡 및 자피엔탈을 형성하는 글론, 발저 라인강, 라비우사강이다. 다른 하나인 힌터라인강은 특히 에베르스 라인강과 알불라의 물을 모으는데, 이 강은 차례로 겔기아의 물을 모은다. 그리고 란트바서, 포더라인강과 유사하게 힌터라인강의 상류도 비아말라 협곡에 의해 평야에서 차단된다. 알불라와 수렴한 후 힌터라인강은 전방 대응물과 만날 때까지 넓은 계곡 돌메쉬크를 형성한다. 그 후, 라인강은 두 개의 중요한 강의 물을 모았다. 쿠어의 플레수어강은 샨피그 계곡을 형성하고, 란트콰르트강는 동명 도시의 프레티가우를 형성한다.
엥가딘은 인강에서 완전히 배수되며, 스위스에서 다뉴브 유역의 유일한 계곡이다. 인강은 주에서 가장 긴 강 중 하나이며, 체르네츠 근처에서 방향이 바뀌면서 말로야 고개에서 마르티나까지 거의 직선 계곡을 형성한다. 그 길이와 수많은 지류에도 불구하고 몇 개의 긴 강만이 여관과 합류한다. 이들은 플라츠(발베르니나를 형성), 슈퓔(발 다 쓔필형성) 및 클렘쟈(발 S-charl 형성)이다. 엥가딘의 하부에는 잠나운의 측면 계곡도 있다. 엥가딘과 북부 그리종주를 연결하는 주요 통로는 (서에서 동쪽으로) 율리어 고개, 알불라 고개와 플뤼엘라 고개이다.
알프스의 남쪽에 있는 계곡은 서로 인접하지 않고 4개의 별개의 지역을 형성한다. 메솔치나, 모에사, 발브레갈리아, 메라, 발포스키아보, 포스키아비노, 발뮈스테어, 롬. 처음 세 개는 포강 유역에 있고 마지막 세 개는 아디제 유역에 있다. 처음 두 개(메솔치나 및 브레갈리아)는 산베르나르디노 고개 및 젭티머 고개를 통해 알프스 북쪽 지역에 인접해 있다. 각각 마지막 세 개(브레갈리아, 포스키아보 및 뮈스테어)는 말로야 고개, 베르니나 고개 및 오펜 고개를 통해 엥가딘에 인접해 있다.
주에서 큰 수역은 발견되지 않지만, 수많은 산악 호수(800m 고도 이상)가 경관 속에 흩어져 있으며, 그중 일부는 수력 발전을 위한 저수지로 사용된다. 가장 큰 자연 호수는 실스 호수, 실바플래나 호수, 포스키아보 호수, 및 생모리츠 호수이다(포스키아보를 제외한 모든 상부 엥가딘에 있음). 인공 호수는 더 많고(100ha 이상) 가장 큰 호수(100ha 이상)는 리비뇨 호수, 레이 호수, 손트가 마리아 호수, 체르바일라제, 비앙코 호수, 마르모레라 호수 및 알비냐 호수이다. 호수의 총수는 600개로 추정된다. (더 완전한 목록은 스위스의 산악 호수 목록을 참조)
다른 큰 주와 달리 그리종주에는 도시가 거의 없다. 가장 큰 (및 수도)는 쿠어이다. 그 뒤를 다보스, 란트콰르트, 도마트/엠스 및 생모리츠가 그 뒤를 이었다. 그러나 인구는 훨씬 적다. 주는 특히 앞서 언급한 두 곳(다보스와 생모리츠)뿐 아니라 클로스터스, 아로자, 렌처하이데, 디젠티스, 플림스, 폰트레시나 및 스쿠올과 같은 수많은 알파인 리조트 타운으로 유명하다.
그리종의 기후 다양성은 높고 스위스와 비슷하다. 최남단과 가장 낮은 지역에서는 포도와 올리브가 재배되고, 가장 높은 정상에서는 일년 내내 눈이 발견된다. 내부 계곡, 특히 엥가딘은 알프스의 북쪽과 남쪽보다 훨씬 더 건조하며 산맥의 높은 산으로 보호된다. 알프스 남쪽 그로노의 평균 기온은 12.4°C로 스위스에서 가장 따뜻한 곳 중 하나이다. 전국에서 기록적인 기온인 41.5°C까지 올라간 적이 있다. 남쪽 계곡은 다른 주의 다른 지역보다 훨씬 습하다. 그로노의 강우량은 1,476mm, 쿠어의 강우량은 849mm, 스쿠올의 강우량은 705mm이다. 가장 추운 곳은 자연적으로 코르바취봉과 같이 높은 고도를 가지고 있는 곳이다. 상부 엔가딘 지역은 스위스에서 사람이 거주하는 가장 추운 지역에 속하며, 특히 사메단 지역은 평균 기온이 2.0 °C이다. −37.9°C의 기록적인 최저 기온이 나온 적이 있다. 뷘트너 헤르샤프트를 포함한 쿠어의 저지대 지역은 자연적으로 평균 10.0°C의 덜 가혹한 온도를 유지하고 있다.
|  |  |  |  |

그리종주의 면적은 7,105.2k㎡로 두 번째로 큰 베른주보다 19.2% 더 넓다. 이 중 약 3분의 1만이 일반적으로 산림으로 전체 면적의 약 5분의 1을 차지하는 생산적인 토지로 간주된다. 주의 거의 전체가 산악 지역이며, 스위스에서 가장 인구가 적은 지역이다. 남동쪽 부분에는 유일한 공식적인 국립공원인 스위스 국립공원이 있다. 북부에서 산은 2008년 스위스 지질학적 유네스코 세계 문화 유산으로 지정된 트러스트 단층의 일부로 형성되었으며, 이름은 스위스 사르도나 지각 표층 지역(Swiss Tectonic Arena Sardona)이다. 또 다른 생물권 보호 구역은 스위스 국립공원에 인접한 발뮈스테어 생물권이며, 엘라 자연공원은 지역적으로 지원되는 공원 중 하나이다.
그리종주는 때때로 6개의 다른 주와 함께 동스위스의 더 넓은 지역에 포함되기도 한다. 그리종주는 문화적 다양성을 반영하여 유럽의 여러 지역과 국경을 공유하며, 세 개의 다른 국가에 인접한 유일한 주이다. 국가 차원에서 이곳은 4개의 다른 주와 국경을 공유한다.
- 북서쪽의 우리주, 글라루스주, 장크트갈렌주 (본질적으로 글라루스 알프스를 가로질러) 그리고 서쪽의 티치노주(본질적으로 고트하르트 대산괴와 레폰틴 알프스를 가로지르지만, 또한 로베레도 평원도 지나간다)

국제적 수준에서 주는 세 국가와 국경을 공유한다. * 북쪽으로 리히텐슈타인, 오스트리아의 포어아를베르크주와 티롤주
- 남쪽으로 이탈리아 트렌티노-남티롤주와 롬바르디아주

## 행정구역
2017년 기준으로 그라우뷘덴주의 군은 다음과 같다.
| 이름                      | 현지어                      | 수도        | 현지어       |
| ------------------------- | --------------------------- | ----------- | ------------ |
| 알불라군                  | Albula                      | 티펜카스텔  | Tiefencastel |
| 베르니나군                | Bernina                     | 포스키아보  | Poschiavo    |
| 엥가디나바사/발뮈스테어군 | Engiadina Bassa/Val Müstair | 스쿠올      | Scuol        |
| 임보덴군                  | Imboden                     | 도마트/엠스 | Domat/Ems    |
| 란트콰르트군              | Landquart                   | 아이기스    | Igis         |
| 말로야군                  | Maloja                      | 사메단      | Samedan      |
| 모에사군                  | Moesa                       | 로베레도    | Roveredo     |
| 플레주어군                | Plessur                     | 쿠어        | Chur         |
| 프레티가우/다보스군       | Prättigau/Davos             | 다보스      | Davos        |
| 주르젤바군                | Surselva                    | 일란츠      | Ilanz        |
| 비아말라군                | Viamala                     | 투지스      | Thusis       |

### 지자체
2016년 1월 기준, 114개의 지자체가 있다.

## 인구통계

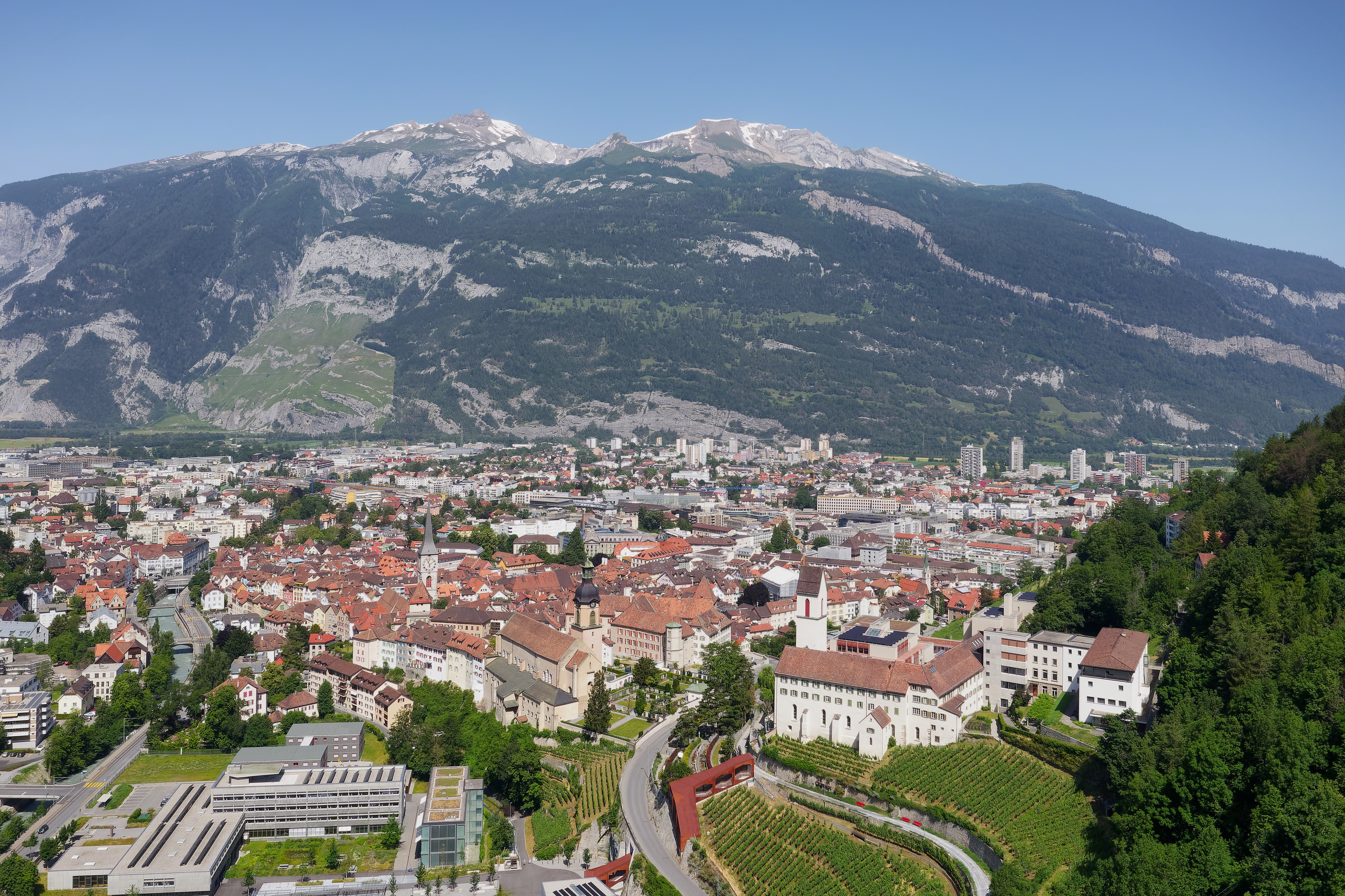
칼란다산 능선에서 본 쿠어의 풍경

2020년 12월 31일 기준, 그라우뷘덴주의 인구는 200,096명이다. 2007년 기준으로 인구는 28,008명으로 전체 인구의 약 14.84%이다. 주요 종교는 로마 가톨릭과 개신교이다. 둘 다 주를 대표하는 종교이며, 로마 가톨릭교이 약간의 다수(가톨릭 47%, 개신교 41%)를 형성한다.

### 언어

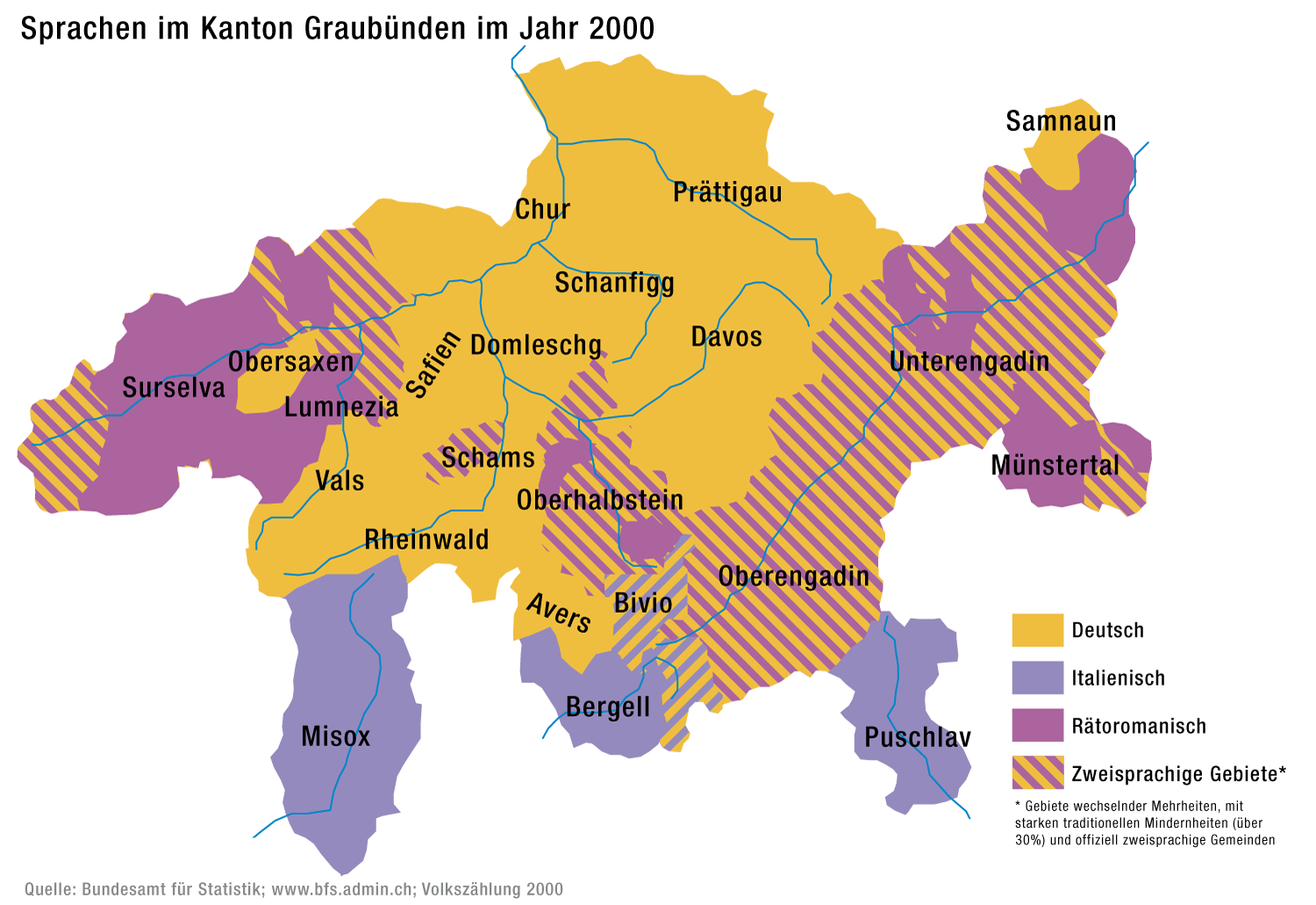
그리종주의 지리적 언어 분포, 2000년 기준

그리종주는 독일어(74.7%), 로만슈어(13.9%), 이탈리아어(13.9%)의 세 가지 공식 언어가 있는 스위스의 유일한 주이며, 나머지 13%는 다른 언어를 모국어로 사용한다.
| 년도 | 인구    | 로만슈어 (%)   | 독일어 (%)      | 이탈리아어 (%) |
| ---- | ------- | -------------- | --------------- | -------------- |
| 1803 | 73,200  | 36,700 (~50%)  | 26,500 (~36%)   | 10,000 (~14%)  |
| 1850 | 89,895  | 42,439 (47.2%) | 35,509 (39.5%)  | 11,956 (13.3%) |
| 1880 | 93,864  | 37,794 (39.8%) | 43,664 (46.0%)  | 12,976 (13.7%) |
| 1900 | 104,520 | 36,472 (34.9%) | 48,762 (46.7%)  | 17,539 (16.8%) |
| 1920 | 119,854 | 39,127 (32.7%) | 61,379 (51.2%)  | 17,674 (14.8%) |
| 1941 | 128,247 | 40,187 (31.3%) | 70,421 (54.9%)  | 16,438 (12.8%) |
| 1950 | 137,100 | 40,109 (29.3%) | 77,096 (56.2%)  | 18,079 (13.2%) |
| 1960 | 147,458 | 38,414 (26.1%) | 83,544 (56.7%)  | 23,682 (16.1%) |
| 1970 | 162,086 | 37,878 (23.4%) | 93,359 (57.6%)  | 25,575 (15.8%) |
| 1980 | 164,641 | 36,017 (21.9%) | 98,645 (59.9%)  | 22,199 (13.5%) |
| 2000 | 187,058 | 27,038 (14.5%) | 127,755 (68.3%) | 19,106 (10.2%) |
| 2012 | 191,612 | 27,955 (15.2%) | 143,015 (74.6%) | 23,506 (12.0%) |
| 2015 | 193,662 | 29,826 (15.4%) | 142,378 (73.5%) | 25,033 (12.9%) |
| 2020 | 200,096 | 27,813 (13,9%) | 149,471 (74,7%) | 27,813 (13,9%) |

로만슈어는 그리종주에서만 사용된다. 5개의 방언 그룹(수르실바계, 발란드계, 푸테계, 수르미란 및 수트실반계)으로 구성되어 있으며, 각 집단은 고유한 문자 언어를 사용한다. 루만취 그리순(Rumantsch Grischun)이라는 공통 문자 언어도 있다. 로만슈어는 1938년부터 스위스 연방 헌법에 의해 4개의 ‘국어’ 중 하나로 인정되었다. 1996년에 연맹의 ‘공식 언어’로 선언되었는데, 이는 로만슈어를 사용하는 사람들이 연방 정부와 통신할 때 로만슈어를 사용할 수 있고, 루만치 그리춘으로 응답을 받을 수 있다는 것을 의미한다. 로만슈어는 주 단위에서 공식 언어 상태를 가지고 있다. 지자체는 자체 공식 언어를 자유롭게 지정할 수 있다.

## 경제

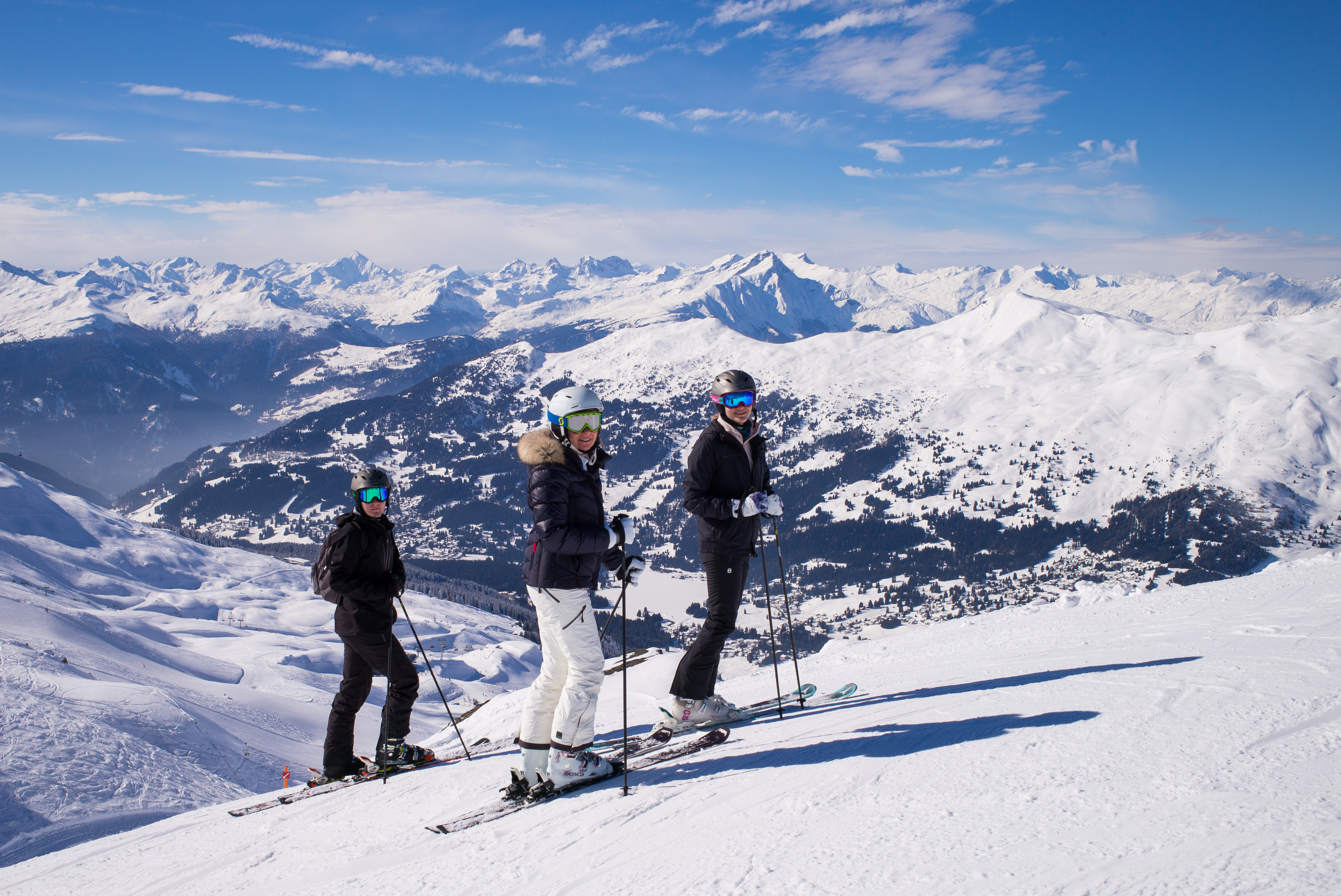
렌처하이데 위의 스키어들

농업은 여전히 완전한 황야와 달리 외딴 계곡에 거주하고 경작하는 데 필수적이다. 따라서 농업은 국가 및 지역 당국의 보조금으로 지원된다. 인구의 8%가 농업과 임업에 종사하며, 생산의 50%가 유기농 인증을 받았다. 농업에는 여름에 특히 소, 양, 염소의 산림과 산악 목초지가 포함된다. 늑대와 곰이 돌아왔으니 마렘마 쉽독의 활용이 예사롭지 않다. 산악 목초지가 우세하지만, 라인 계곡, 특히 플레쉬, 마이엔펠트, 예닌스 및 말란스. 이 지역을 뷘트너 헤르샤프트(Bündner Herschaft)라고 한다. 메솔치나와 발포스키아보의 남쪽 계곡에는 옥수수와 밤나무 농사가 있어 기후가 온화하다. 메솔치나에서는 올리브 나무도 자란다.
노동력의 24%가 산업에 종사하는 반면 68%는 서비스 산업에 종사한다. 가장 산업화된 지역은 당연히 쿠어 지역이다. 엠스-케미는 도마트/엠스에 기반을 두고 있으며, 이 지역의 주요 고용주이다.
관광 산업은 주요 기업이며, GDP의 놀라운 14%에 도달한다. 관광산업은 큰 스키장이 있는 다보스, 클로스터스, 렌처하이데, 아로사, 플림스, 생모리츠 및 폰트레시나의 마을 주변에 집중되어 있다. 그러나 주에는 수많은 다른 관광 리조트가 있으며, 공식 겨울 스포츠 관광 위원회는 예를 들어 "상단 - 대형 - 작고 아름다운" 범주로 분류한다. 생모리츠는 가장 오래된 겨울 중 하나이다. 1864년부터 겨울에 인기 있는 스포츠 리조트가 되었고, 이듬해 다보스에서도 겨울에 첫 번째 관광객을 보았다. 생모리츠는 1928년 동계 올림픽과 1948년 동계 올림픽을 개최했다. 여름 관광도 중요한 수입원이다. 트레킹, 등산, 산악자전거 타기가 주요 활동 중 일부이다. 비즈니스 관광은 특히 세계 경제 포럼 회의가 전통적으로 조직되는 다보스의 수입원이기도 하다.

## 교통

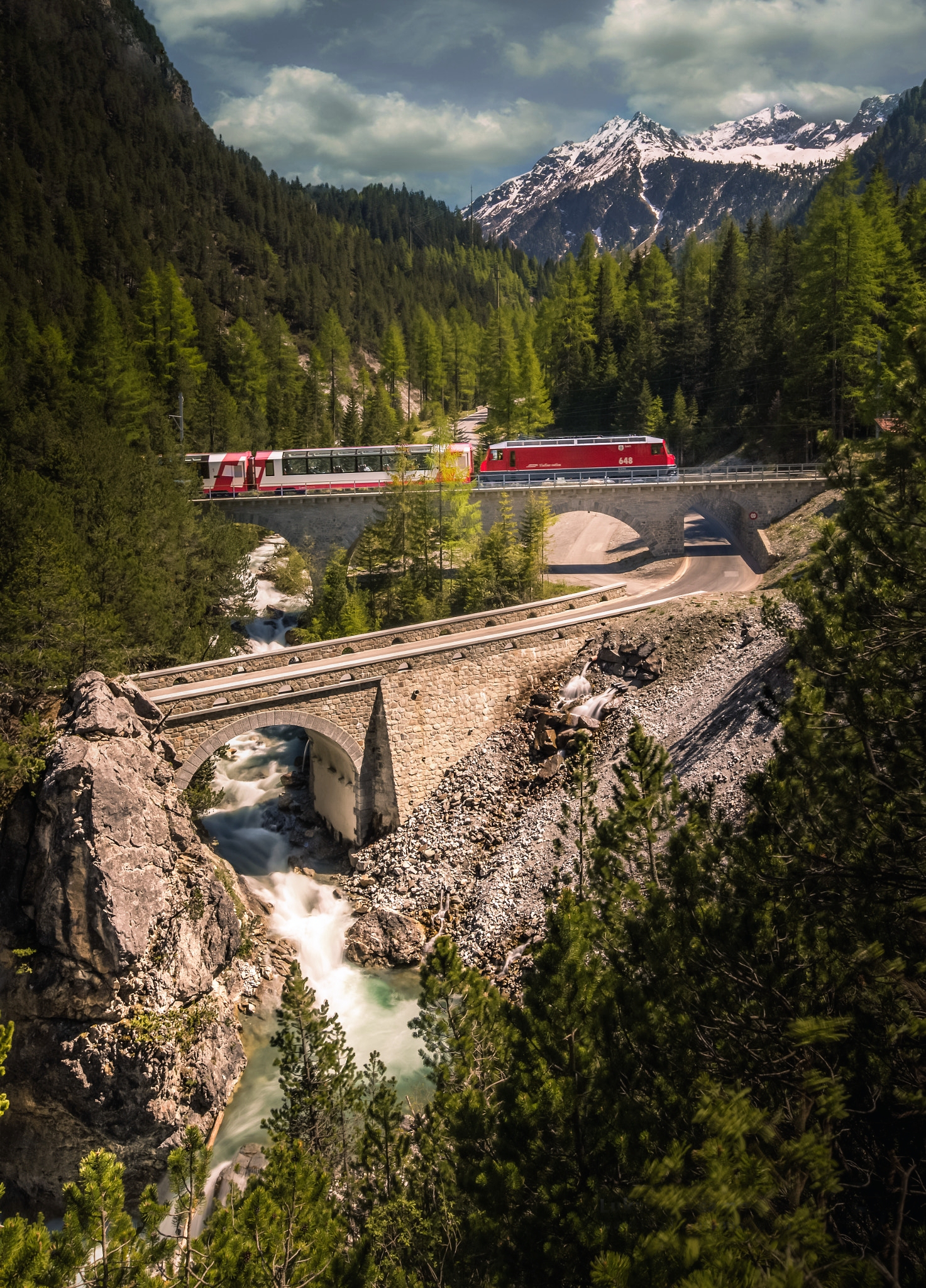
알불라 철도를 올라가는 빙하특급. 구불구불한 산악 도로와 철도는 풍경의 일부가 되었다

주가 대알파인 장벽의 양쪽으로 뻗어 있기 때문에, 특히 남북 축에서 많은 중요한 산길을 발견할 수 있다. 교통은 항상 이 지역에서 중요한 문제였다. 로마 시대의 카트 트랙은 율리어 고개에서 발견되었으며, 젭티머 고개는 1387년에 카트 사용을 위해 재건되었으며, 나중에 중요하지 않게 되었지만, 여전히 1800년 (하이커 전용) 형태로 남아 있다. 코르니쉬(Corniche) 경로는 길게 뻗어 있어야 했으며, 비아말라(Viamala)와 같은 협곡은 모든 종류의 운송 수단에 건설 문제를 일으켰다. 폭이 3.7m인 최초의 실제 도로는 1816년경부터 알프스를 가로질러 건설되었으며, 그중 하나는 여전히 매우 좋은 역사적 상태를 유지하고 있다. 슈플뤼겐 고개를 가로지르는 이 연결은 알프스를 가로지르는 철도 터널이 개통된 후 중요성을 잃었다. 그리종주의 도로 시스템에 연결된 마지막 계곡은 아베르스(Avers)였으며, 그의 외딴 마을 유프(Juf)는 1897년에야 도달했다. 결국 그리종주의 주민들은 1926년, 및 1967년에 개별 자동차 교통에 대한 저항을 포기했다. 관광 교통을 수용하기 위해 건설된 산베르나르디노 도로 터널은 오늘날 중량 화물 차량에도 사용되지만, 상승 경사로 인해 실제로는 적합하지 않다. 오늘날 대부분의 다른 고개는 상품 운송의 중요성을 잃었다.
발레주와 티치노주와는 달리 그리종주는 뢰치베르크 철도와 고트하르트 철도와 같은 알프스를 가로지르는 주요 철도 축의 혜택을 받지 못한다. 결과적으로, 주에서 유일한 표준궤 철도는 라인 계곡의 철도이며, 쿠어역에서 끝난다. 반대로, 후자는 라인 계곡에서 주의 대부분의 지역을 연결하는 래티셰 철도 건설 이후 주의 주요 기차역이자 교통 허브가 되었다.
엄청난 노력으로 다른 운송 회사의 통합 시간표로 (거의) 모든 정착지에 대중교통을 제공한다. 30명 정도만 거주하지만, 유럽 기록을 보유하고 있는 유프(Juf)조차도 대중교통으로 하루에 5번 온다. 두 개의 주요 운송 회사는 국가 우편 버스 회사인 [포스트버스와 기본적으로 주정부가 소유한 래티셰 철도이다. 후자는 스위스에서 가장 큰 협궤 철도망을 사용하며, 중부 스위스와 이탈리아로 지사를 두고 있는 대부분의 주 지역에 서비스를 제공한다. 이 네트워크는 스위스에서 가장 긴 두 개의 열차인 빙하특급과 베르니나 익스프레스가 운행한다. 스위스 연방 철도가 마이엔펠트에서 주로 몇 킬로미터만 연장되며, 기본적으로 란트콰르트와 쿠어를 운행하며, 이곳에서 승객들은 래티셰 철도와 다수의 포스트버스 노선으로 환승한다. 알불라선은 고개에서 터널을 사용하지 않고 알프스를 횡단할 수 있는 가장 높고 유일한 철도인 베르니나 철도와 마찬가지로 유네스코 세계 문화 유산이 되었다. 겨울에는 일부 도로가 폐쇄되지만, 율리어 고개, 베르니나 고개 및 루크마니에 고개와 같은 여러 높은 고개는 제한 사항은 있지만, 겨울에도 열려 있다. 스위스에서 가장 높은 고지대인 그리종주는 교통수단으로 접근할 수 없지만, 걸어가야 하는 거대한 고산 지역을 보유하고 있다. 다수의 케이블 운송 시설을 통해 그리종주의 일부 산으로 쉽게 이동할 수 있으며, 가장 높은 곳은 코르바취봉이다.
엥가딘 계곡에는 자체 공항인 사메단 공항이 있다. 스위스에서 가장 높은 공항이다.

## 문화

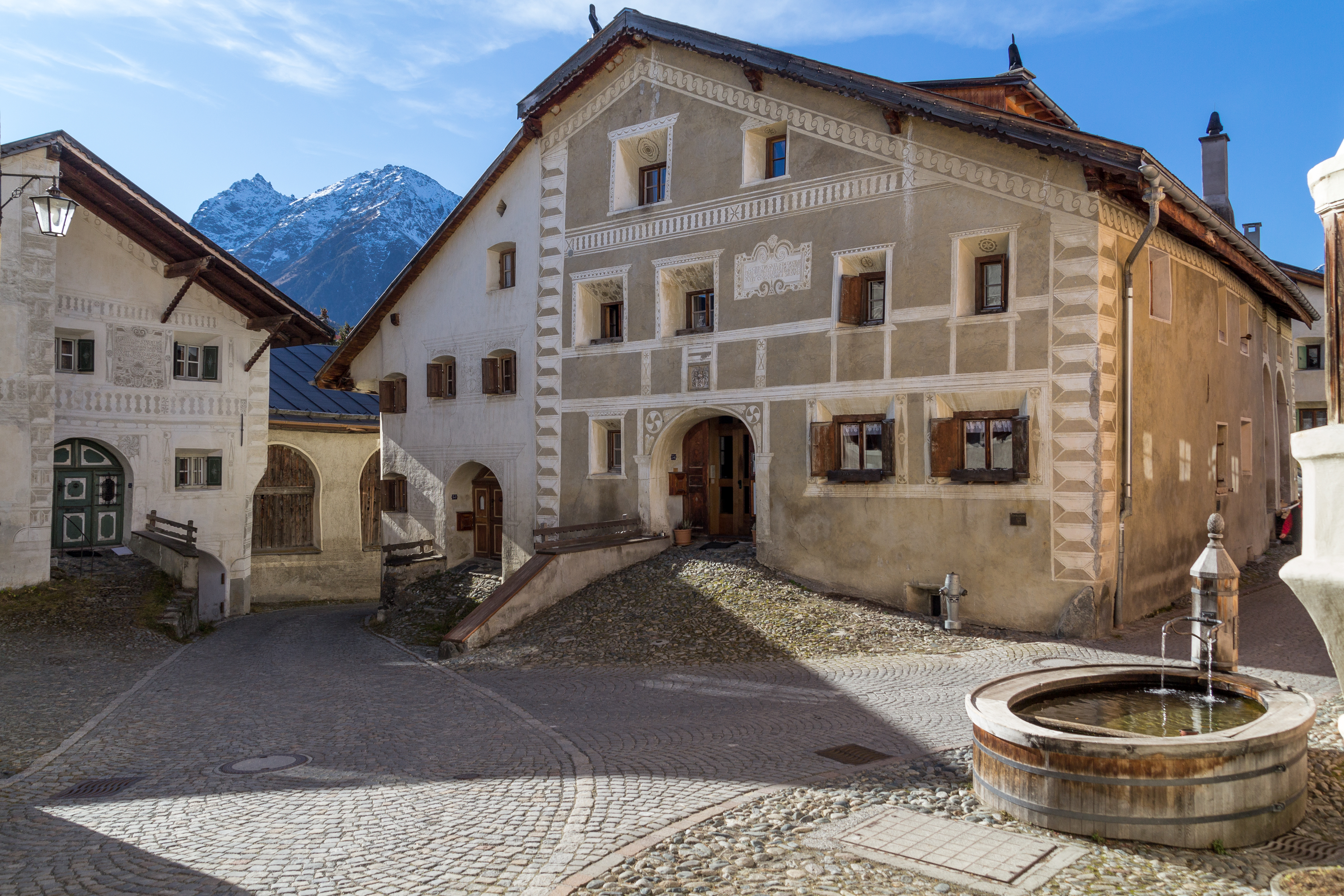
과르다의 주택

그리종주는 문화적으로 스위스에서 가장 다양한 지역이다. 그러나 그것의 공통분모는 특히 요하나 슈피리의 《하이디》에 묘사된 고립된 시골 지역 사회에서의 삶으로 특징지어지는 강한 산악 문화이다. 전통적인 관습에는 봄과 가을에 알파인 트랜스휴먼스(Alpine transhumance)가, 겨울이 끝날 때 찰란다마르츠(Chalandamarz)가 있다.
주에는 중세 성(및 폐허)이 많이 집중되어 있다. 엥가딘에서 가장 주목할만한 것은 인 계곡을 지키는 타라스프의 성이다. 돌메쉬크(Domleschg) 지역에는 많은 유적과 성이 있다. 가까운 곳에 1130/40 유명한 로마네스크 그림 천장이 추가된 칠리스 교회가 있으며, 현재는 국가 유산으로 지정되어 있다. 세 곳(성 요한의 베네딕토회 수녀원, 스위스 텍토닉 아레나 사르도나, 알불라와 베르니나 풍경의 래티셰 철도)의 유네스코 세계 문화 유산이 주에 있다.

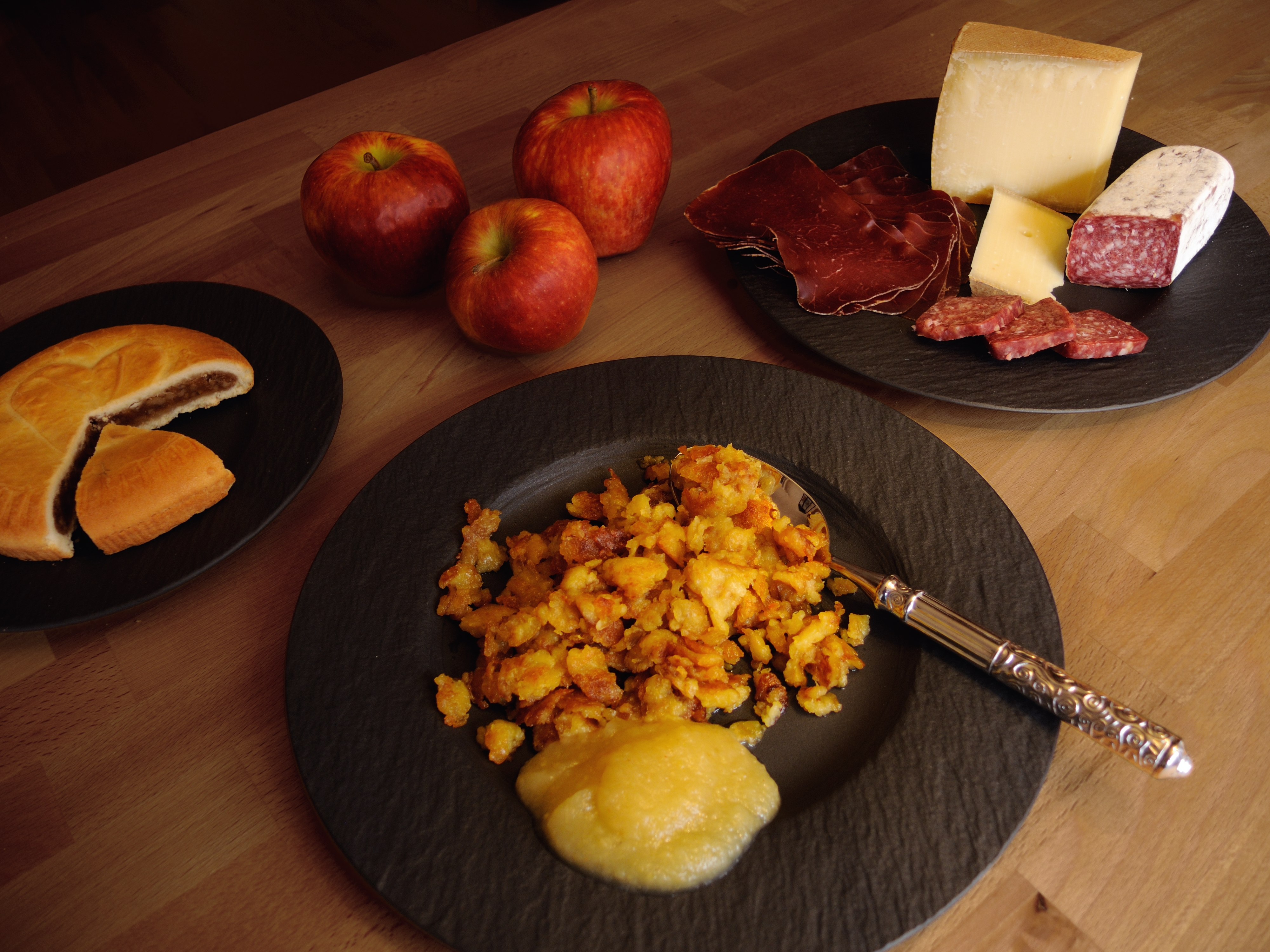
그리종주의 다양한 물산이 곁들여진 말룬스

그리종주의 요리법은 종종 단순히 그리종주 고기라는 의미의 뷘트너 플레쉬(Bündnerfleisch)라고 불리는 쇠고기 육포 진미로 유명하다. 기타 육류 특산품으로는 말린 소시지(특히 다양한 고기로 만든 Salsiz), 얼룩 및 햄이 있다. 그리송에서 생산되는 치즈도 다양하다. 주목할만한 요리 중에는 주로 그리종주의 서부 지역에서 만들어진 카푼스가 있다. 카푼은 고기 조각을 근대 잎으로 싸서 오븐에서 치즈와 크림으로 빻은 푸짐한 만두로 구성되어 있다. 말룬스는 그리종주의 또 다른 잘 알려진 요리이다. 삶은 감자에 밀가루를 섞어 버터에 튀긴 요리이다. 말룬스는 일반적으로 사과 설탕에 절인 과일과 치즈 및 육류 특선 요리와 같은 다양한 기타 현지 제품과 함께 제공된다. 피촉체리(Pizzoccheri)는 본질적으로 포스키아보 계곡에서 먹는 또 다른 요리이다. 감자, 야채, 치즈로 조리한 메밀국수로 구성되어 있다. 그리종주의 상징적인 디저트는 뷘트너 누스토르테(Bündner Nusstorte)이다. 본질적으로 캐러멜화된 호두와 꿀이 섞인 쇼트 크러스트 페이스트리이다. 또 다른 유사한 페이스트리이지만, 대신 밤을 포함하는 토르타 디 카스타녜(Torta di Castagne)는 남부 계곡, 특히 발브레갈리아에서 만들어진다.
와인은 본질적으로 뷘트너 헤르샤프트에서 생산된다. 플레쉬와 말란스 사이의 포도원에서는 42가지 유형의 포도나무가 발견되며, 가장 인기 있는 것은 피노 누아르이다. 와인도 남부 계곡에서 자연적으로 소량이지만 생산되고 있다. 메솔치나 계곡은 티치노 와인 지역과 인접하고, 포스키아보 계곡은 발텔리나 와인 지역과 인접해 있다. 많은 양조장도 주에서 찾을 수 있다. 쿠어에 위치한 가장 큰 곳은 칼란다 브로이(Calanda Bräu)이다.
Radiotelevisiun Svizra Rumantscha는 스위스 방송국 SRG SSR의 로만슈어 사용 부서이며, 그리종주 방송에 중점을 둔다. 디 쥐토스트슈비츠(Die Südostschweiz, 독일어)와 라콰티디아나(La Quotidiana, 로만슈어)는 이 지역에서 가장 중요한 서면 매체이다.

## 자연
그리종주는 이탈리아 아오스타 계곡 지역인 그란 파라디소 국립공원(Parco Nazionale Gran Paradiso)을 제외하고 알프스에서 거의 사라졌지만, 20세기 초에 아이벡스를 성공적으로 재도입했다. 유사하게, 스라소니는 드물지만, 멸종된 21세기에 수염독수리와 스라소니를 다시 도입했다.

## 같이 보기
- 스위스 알프스
- 삼동맹